# Kepler-32
 (juin 2025).
Désignations
Kepler-32 est une naine rouge située dans la constellation du Cygne, à environ 323,85 parsecs de la Terre.

## Caractéristiques physiques
Cette étoile est de type spectral M1 V.
Sa température effective est d'environ 3900 K.
Sa masse est estimée à 0,58 fois celle du Soleil.
Son rayon est d'environ 0,53 fois celui du Soleil.
Sa luminosité est d'environ 0,05 fois celle du Soleil.

## Observation
Ses coordonnées célestes sont : ascension droite 19h 51m 22,15s, déclinaison +46° 34′ 27,69″.

## Système planétaire
| Planète     | Masse   | Demi-grand axe (ua) | Période orbitale (jours) | Excentricité | Inclinaison | Rayon   |
| ----------- | ------- | ------------------- | ------------------------ | ------------ | ----------- | ------- |
| Kepler-32 b | 4,10 MJ | 0,05                | 5,90                     | 0,000        | 89,92°      | 0,20 RJ |
| Kepler-32 c | 0,50 MJ | 0,09                | 8,75                     | 0,000        | 89,97°      | 0,18 RJ |
| Kepler-32 d | 0,13 MJ | 0,13                | 22,78                    | 0,000        | 89,99°      | 0,24 RJ |
| Kepler-32 e | 0,01 MJ | 0,03                | 2,90                     | 0,000        | 89,65°      | 0,13 RJ |
| Kepler-32 f | 3,05 MJ | 0,01                | 0,74                     | 0,000        | 88,93°      | 0,07 RJ |